# 松井尚吾
松井 尚吾（まつい しょうご、2月2日 - ）は、日本の男性声優。大阪府出身。2011年3月まで81プロデュースに所属していた。

## 出演作品

### テレビアニメ
2007年
- D.Gray-man（キエ）

2008年
- スケアクロウマン（アルフレッド）
- 無限の住人（客3）

2009年
- エレメントハンター（男A、AD、技官、オペレーター、管理官、記者、街の人）
- 極上!!めちゃモテ委員長（男性）

2010年
- えむえむっ!（男性客B）
- エレメントハンター（アナウンサー、兄）
- 刀語（般若丸）
- 最強武将伝 三国演義（諸葛均）
- 心霊探偵 八雲（警官）
- メタルファイト ベイブレード 爆（少年A、記者A）

2011年
- 神様ドォルズ（学生）

### OVA
- .hack//G.U. TRILOGY
- MUNTO（高森和也）
- やなせたかしメルヘン劇場 タコラのピアノ（客）
- やなせたかしメルヘン劇場 わらうぼうし リトル・ボオ（ペンギンの国の住人）

### ゲーム
- メタルファイト ベイブレード 爆誕!サイバーペガシス（クロウ）
- メタルファイト ベイブレード ポータブル 超絶転生! バルカンホルセウス（ブレーダーC、不良ブレーダーA）

### 吹き替え
- バケーション with デレク

### テレビ番組
- ニャンちゅうワールド放送局
- 痛快!明石家電視台（2018年）

### CD
- ピラメキたいそう（2010年11月17日、川野剛稔・松井尚吾、『テレビこどものうた!』収録、はんにゃ・フルーツポンチのカバー）

### BLCD
- 恋のはなし